# لودفيغ لانج
لودفيغ لانج (بالألمانية: Ludwig Lange)‏ هو عالم لغوي كلاسيكي ألماني، ولد في 4 مارس 1825 في هانوفر في ألمانيا، وتوفي في 18 أغسطس 1885 في لايبزيغ في ألمانيا.